# Cynanchum magale
Cynanchum magale là một loài thực vật có hoa trong họ La bố ma. Loài này được Buch.-Ham. ex Dillwyn mô tả khoa học đầu tiên năm 1839.